# Voskresenskij (kráter)

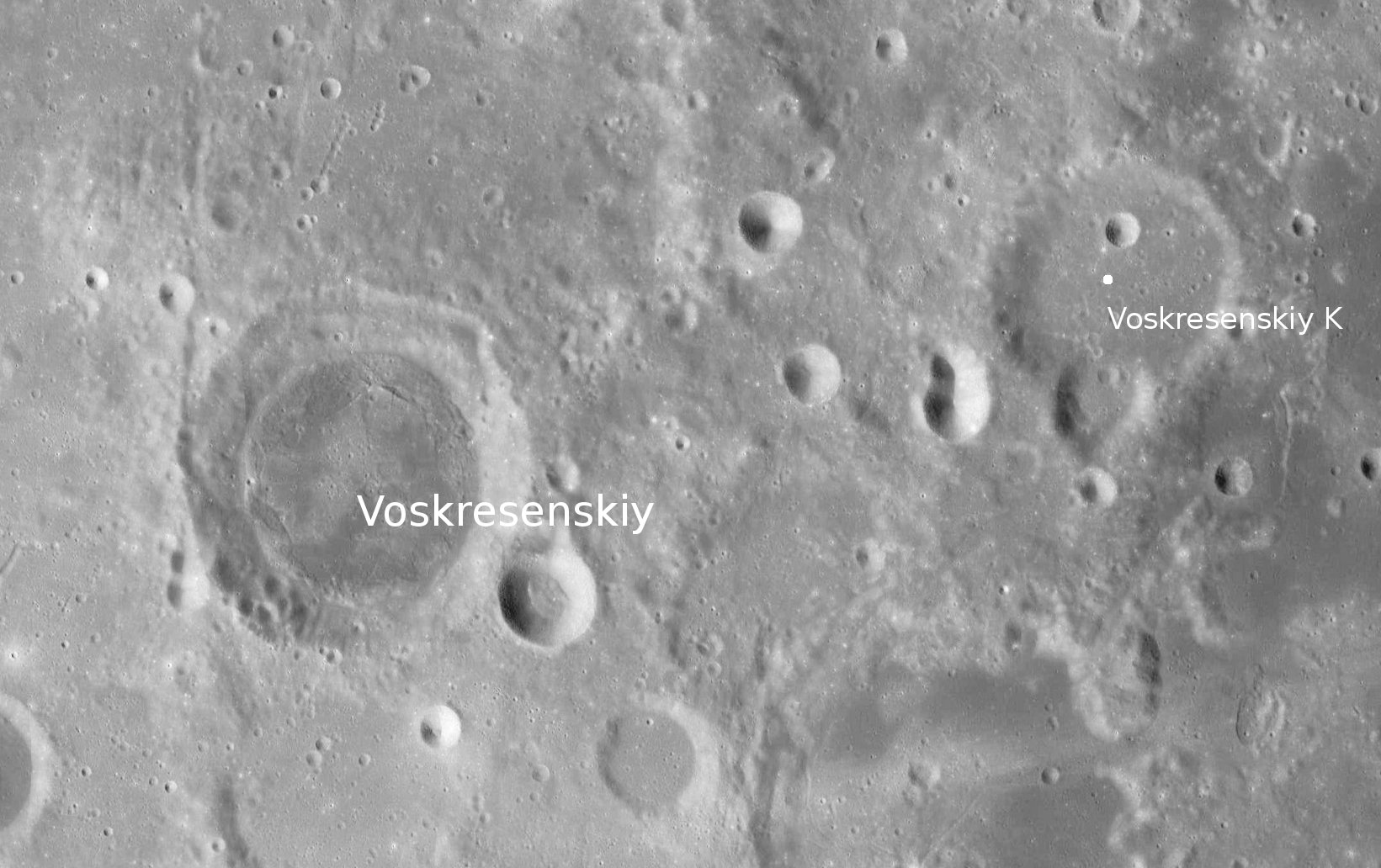
Kráter Voskresenskij a okolí.

Voskresenskij je impaktní kráter kruhového tvaru nacházející se v librační zóně na západním okraji přivrácené straně Měsíce. Má průměr 50 km, terasovité svahy a jeho dno je zatopeno bazaltickou lávou. Díky libracím je ze Země pozorovatelný pouze občas, při vhodném náklonu měsíčního tělesa.
Severozápadně leží valová rovina Röntgen, severně lze nalézt kráter Aston, jiho-jihozápadně pak Bartels. Východně se nalézá měsíční moře Oceanus Procellarum (Oceán bouří).

## Název
Pojmenován je podle sovětského specialisty v oboru raketové techniky Leonida Alexandroviče Voskresenského.

## Satelitní krátery
V okolí kráteru se nachází několik dalších kráterů. Ty byly označeny podle zavedených zvyklostí jménem hlavního kráteru a velkým písmenem abecedy.
| Voskresenskij | Sel. šířka | Sel. délka | Průměr |
| ------------- | ---------- | ---------- | ------ |
| K             | 28,8° S    | 84,1° Z    | 34 km  |